# Zeuxine ovata
Zeuxine ovata là một loài thực vật có hoa trong họ Lan. Loài này được (Gaudich.) Garay & W.Kittr. miêu tả khoa học đầu tiên năm 1985.